# 1987年のラジオ (日本)
1987年のラジオ (日本)では、1987年の日本のラジオ番組、その他ラジオ界の動向について記す。

## 主な番組関連の出来事
- 1日 - NHK-FM、毎年元旦恒例の『ウィーンフィル・ニューイヤーコンサート』を、この年からPCMデジタルステレオ音声回線による衛星生放送を行う。この年は、クラシック界の帝王と言われているヘルベルト・フォン・カラヤンが、同コンサートで初めて指揮を担当した[注 1][1][2]。

## 開局
- 4月1日 - エフエム青森
- 10月1日 - エフエムラジオ新潟

## 特別番組

### 9月放送
- 11日
  - 日米ソ デジタルステレオ衛星生中継 音楽は世界のハーモニー（FM東京）[3][4]

## 開始番組

### 1987年1月放送開始
横浜エフエム放送
- 5日 - ロック・オブ・ザ・ワールド

### 1987年2月放送開始
ニッポン放送
- 6日 - 久本雅美のオールナイトニッポン

### 1987年4月放送開始
NHKラジオ第1放送
- 6日 - おはようラジオセンター きょうも元気で
- 19日 - 歌の日曜散歩

NHKラジオ第2放送
- 6日 - やさしいビジネス英会話

NHK-FM放送
- 6日
  - あさの音楽散歩
  - モーニングサウンド
  - ミュージックライフ
  - ジョイフルポップ
- 10日 - 世界音楽めぐり

STVラジオ
- 10日 - 森中慎也のアタックヤング

TBSラジオ
- 7日 - 杏子のスーパーギャング
- 9日 - 笑福亭鶴瓶のスーパーギャング
- 10日 - 石坂啓のスーパーギャング
- 11日 - 富田靖子のおちゃめクラブ[5]

文化放送
- 6日
  - 小倉智昭の時計の針はいま何時
  - 吉田照美のやる気MANMAN![6]
  - 東京っ子NIGHTお遊びジョーズ
  - 中森明菜の太田君がんばって![5]
- 11日 - みのもんたのウィークエンドをつかまえろ
- 12日 - 真璃子 少しだけフェリーク[5]

ニッポン放送
- 6日
  - 圓蔵のお昼だヨイショ![6]
  - 鶴光の噂のゴールデンアワー
  - ほっと一息裕子です
  - 仲村トオル 待たせてゴメン
  - デーモン小暮のオールナイトニッポン
- 11日
  - カモン・BaBeのハロームービー夢工場[5]
  - 荻野目洋子 純情フリーウェイ[5]
- 12日
  - 渡辺美里 ごきげんデイト
  - 渡辺美奈代 背のびしてルージュ[5]

ラジオ日本
- 6日 - TOKYOパニックごっくんNITE

東海ラジオ
- 6日 - 素敵50%OFF
- 開始日不明 - TOKYO UPSIDE STATION

エフエム青森
- 開始日不明
  - FMリクエストパーラー
  - APRIL FLAVOR BASKET

### 1987年6月放送開始
文化放送
- 6日 - 日立ハローサタデー・マジカルチャンネル・小堺一機のヤングプラザ

### 1987年7月放送開始
ニッポン放送
- 4日 - 田中義剛のオールナイトニッポン

### 1987年8月放送開始
岐阜放送
- 3日（2日深夜） - 日曜の夜は新感覚〜日本全国ここだけ深夜放送

民放AM各局
- 7日 - 松本典子 にんじん姫のサラダ注意報[5]

### 1987年10月放送開始
STVラジオ
- 10日 - ヤンリク爆発サタデー
- 12日 - 会員制ラジオ番組 うまいっしょクラブ

秋田放送
- 15日 - 歌謡曲ふれあい電話リクエスト

岩手放送
- 12日 - ワイドステーション

東北放送
- 5日 - 今夜もラジオ!ハッピーナイト

TBSラジオ
- 10日 - ミュージックシーンNOW
- 12日 - 生島ヒロシ いきいき大放送
- 開始日不明 - お昼にしましょう![6]

文化放送
- 10日 - ROCKS ON THE RADIO
- 12日
  - 渡辺美奈代 ピンクのケチャップ[5]
  - 西村知美の春〜るよ恋[5]
- 開始日不明 - 15はDOKI DOKI ピンクコング[6]

ニッポン放送
- 2日 - ニュースワイド 欽ちゃんのもっぱらの評判
- 5日 - 辻仁成のオールナイトニッポン
- 5日 - 寺内たけしのオールナイトニッポン
- 10日 - 激突!あごはずしショー
- 11日
  - スーパー電リクサンデーヒットパラダイス[6]
  - 後藤久美子 気まぐれスケッチ
- 12日
  - 巨匠・高田文夫のラジオで行こう!
  - とんがりスタジオ まかせて!青春[6]
- 16日
  - 山田邦子の大胆ステキっ!
  - 鴻上尚史のオールナイトニッポン
- 17日
  - GENJI GENKI爆発
  - ジャジャ馬BaBeのハロームービー[5]
- 開始日不明 - おちゃめな夜だよいたずらレモン[5]

KBS京都
- 3日 - 早川一光のばんざい人間
- 開始日不明
  - つボイノリオのおはようアドベンチャー
  - フリーキャンパスKYOTO

朝日放送
- 5日 - 毎度おおきに!べかこらんど
- 開始日不明
  - ABC東京発 アーチストNOW
  - ABCラジオファンキーズ
  - 午後は一気に!サタデーたかじん

毎日放送
- 12日 - 今夜もよろしく[6]

ラジオ大阪
- 5日 - ラジオ2丁目劇場
- 開始日不明 - ほいきたッ!ラジオ新鮮組

中国放送
- 12日 - びしびしばしばしらんらんラジオ

民放AM各局
- 開始日不明
  - 石田ひかり 星伝説[5]
  - 佐野量子 レタスのくしゃみ[5]

エフエム東京
- 3日 - MISATO LAND - 風になれたら
- 4日 - SOUND CRUISING

エフエムラジオ新潟
- 1日 - SOUND SPLASH

三重エフエム放送
- 4日 - おもいっ気りサンデー

エフエム大阪
- 開始日不明 - SOUND CRUISING

エフエム山口
- 開始日不明 - Morning Breeze

### 開始日不明
民放AM各局
- 工藤夕貴 YUKIリンリンセンセイション[5]
- 河村通夫の大自然まるかじりライフ
- 岩崎良美の夢色パレット[5]

## 終了番組

### 1987年9月放送終了
ニッポン放送
- 27日 - 不二家歌謡ベストテン

### 1987年10月放送終了
ニッポン放送
- 4日 - リクエスト合戦

ラジオ大阪
- 2日 - みんなでみんなでリクエスト バンザイ!歌謡曲